# Scymnus majus
Scymnus majus är en skalbaggsart som beskrevs av Gordon 1985. Scymnus majus ingår i släktet Scymnus och familjen nyckelpigor. Inga underarter finns listade i Catalogue of Life.